# Ummidia varablanca
Espèce
Ummidia varablanca est une espèce d'araignées mygalomorphes de la famille des Halonoproctidae.

## Distribution
Cette espèce est endémique du Costa Rica.

## Description
La carapace du mâle holotype mesure 3,35 mm de long sur 3,46 mm et la carapace de la femelle paratype mesure 4,03 mm de long sur 3,81 mm.

## Étymologie
Son nom d'espèce lui a été donné en référence au lieu de sa découverte, Vara Blanca.

## Publication originale
- Godwin & Bond, 2021 : « Taxonomic revision of the New World members of the trapdoor spider genus Ummidia Thorell (Araneae, Mygalomorphae, Halonoproctidae). » ZooKeys, no 1027, p. 1-65 (texte intégral).